# Juan Bautista de Anza
Juan Bautista de Anza (Fronteras, luglio 1736 – Arizpe, 19 dicembre 1788) è stato un esploratore e politico spagnolo originario del Vicereame della Nuova Spagna.

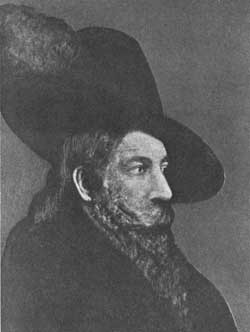
Juan Bautista de Anza

Iniziò la colonizzazione europea dell'alta California e fu governatore della provincia di Santa Fe de Nuevo México dal 1778 al 1788.

## Biografia
Juan Bautista de Anza nacque nel 1736 a Fronteras, vicino ad Arizpe, nella Nuova Navarra. La sua famiglia aveva fatto carriera nei ranghi militari. Figlio Juan Bautista, un basco che arrivò nella Nuova Spagna attorno al 1712 e di María Rosa Bezerra Nieto, creola di Fronteras. Fu educato al Collegio di San Ildefonso a Città del Messico e poi all'Accademia militare.
Nel dicembre 1751 si arruolò nella milizia di San Ignacio in Sonora. La carriera di Anza avanzò rapidamente, così già nel 1756 era tenente della stessa milizia. Nel 1759-60 era capitano della milizia di Tubac in Arizona. I suoi compiti principali consistevano di tenere a bada gli amerindiani ostili come gli Apaches e i Seri. Durante queste incursioni militari esplorò gran parte dell'attuale Arizona.
Nel 1761 si sposò con Ana María Pérez Serrano, figlia di un proprietario minerario. I due non ebbero figli.
Nel 1772 de Anza propose al viceré della Nuova Spagna una spedizione che doveva giungere fino in Alta California, territorio all'epoca meramente rivendicato dalla corona spagnola ma mai colonizzato. La proposta fu poi approvata dal Re di Spagna. L'8 gennaio de Anza partì dal presidio di Tubac accompagnato da 34 uomini, tre religiosi, venti soldati e undici lavoranti, oltre a un certo numero di animali, viveri, tabacco e armi. De Anza aveva sentito parlare di un certo Sebastian Tarabal, un indio californiano che era fuggito dalla Missione di San Gabriel, prendendolo come guida. La spedizione prese la via meridionale, attraverso il deserto della Sonora, lungo il Rio Altar. Successivamente la spedizione di Anza attraversò il fiume Colorado in prossimità della confluenza con il fiume Gila. In questo luogo Anza stabilì ottimi rapporti con gli indiani Yuma. Il 22 marzo 1774 la spedizione di Anza arrivò alla Missione di San Gabriel in California. Successivamente de Anza tornò al presidio di Tubac. La spedizione fu supervisionata dal viceré. De Anza ottenne il grado di tenente colonnello il 2 ottobre 1774.
Dopo la sua promozione, de Anza fu incaricato di guidare un'altra spedizione, questa volta con un gruppetto di coloni, che partì da Tubac il 23 ottobre 1775. La spedizione di Anza arrivo alla Missione di San Gabriel nel gennaio 1776 e proseguì fino a Monterey. Avendo completato la missione, Anza partì per esplorare la California settentrionale insieme a Padre Pedro Font e ad altri dodici uomini. La spedizione di Anza arrivò a San Francisco il 28 marzo 1776. Il successivo 14 aprile Anza lasciò San Fransico. Sulla via del ritorno, trovò la sede originaria della Missione di Santa Chiara di Assisi e il villaggio di San José de Guadalupe.
Dopo la seconda spedizione in California, nel 1777 Anza arrivò a Città del Messico assieme a un capotribù Yuma. Il 24 agosto dello stesso anno venne nominato governatore della provincia del Nuovo Messico. Nel 1779, a capo di ottocento soldati spagnoli e guerrieri Apache e Ute, Anza guidò una spedizione punitiva contro i Comanche i quali avevano razziato ripetutamente Taos. In un primo momento le milizie di Anza, dopo aver circondato il Pike Peak, sorpresero un piccolo gruppo di Comanches vicino a Colorado Springs. Successivamente il gruppo proseguì verso sud, attraversò il fiume Arkansas nelle vicinanze dell'attuale città di Pueblo. Qui le truppe di Anza si scontrarono con il grosso dei Comanches. Gli spagnoli riportarono una vittoria decisiva e il capo Cuerno Verde fu ucciso.
Alla fine del 1779 Anza e i suoi compagni trovarono una nuova via che da Santa Fé arrivava alla Sonora a ovest del Camino Real de Tierra Adentro. Fece diverse spedizioni contro le tribù locali, tuttavia gli yuma si ribellarono ad Anza. Nel 1783 Anza comandò una nuova spedizione contro i Comanches e nel 1784 venne stabilita la pace, formalizzata con un trattato nel 1786.
Anza rimase governatore del Nuovo Messico fino al 1787, poi fece ritorno nella Sonora. Nel 1788 ricevette l'incarico di comandante del Presidio di Tucson, ma morì poco prima di partire e di prendere l'ufficio.